# 限りある響き
「限りある響き」（かぎりあるひびき）は相川七瀬の27枚目のシングル。2005年1月19日発売。

## 内容
ミニ・アルバム『THE FIRST QUARTER』先行シングル。前作の「万華鏡」に続くバラード作品。

## 収録曲
作詞：相川七瀬
1. 限りある響き
  - 作曲：高田有紀子　編曲：羽毛田丈史
2. RADIANCE MOON
  - 作曲：田村謙　編曲：田村謙・高橋圭一

## 収録アルバム
限りある響き
- THE FIRST QUARTER
- NANASE AIKAWA BEST ALBUM "ROCK or DIE"（メモリアル盤のみ）

RADIANCE MOON
- THE FIRST QUARTER